# Agrilus draco
Agrilus draco – gatunek chrząszcza z rodziny bogatkowatych i podrodziny Agrilinae.
Gatunek ten opisany został w 2019 roku przez Eduarda Jendeka i Wasilija Griebiennikowa na łamach Zootaxa. Jako miejsce typowe wskazano górę Trus Madi w Malezji.
Chrząszcz o klinowatym w zarysie, przysadzistym ciele długości 17,2 mm. Wierzch ciała jest wypukły, jednolicie czarniawy. Głowa wyposażona jest w oczy złożone o średnicy niemal równej połowie szerokości ciemienia. Czułki mają piłkowanie zaczynające się od czwartego członu. Rozprostowane czułki sięgają przednich kątów przedplecza. Przedplecze jest poprzeczne, najszersze na tylnym brzegu; ma silnie uwsteczniony płat przedni, prawie kanciaste brzegi boczne i tępe kąty tylne. Na powierzchni przedplecza występuje kompletny wcisk środkowy i para wąskich wcisków bocznych. Prehumerus jest bardzo słabo rozwinięty. Boczne żeberka przedplecza są umiarkowanie zbieżne. Tarczka jest przysadzista. Pokrywy są owłosione tylko w części tylnej i mają osobne wierzchołki. Przedpiersie ma łukowatą odsiebną krawędź płata i płaski wyrostek międzybiodrowy o prawie równoległych bokach. Odwłok ma łukowatą wierzchołkową krawędź pygidium.
Owad orientalny, endemiczny dla Malezji, znany tylko z lokalizacji typowej w stanie Sabah.